# Premières
Premières és un antic municipi francès, situat al departament de la Costa d'Or i a la regió de Borgonya - Franc Comtat. El 28 de febrer de 2019 esdevé un municipi delegat, al si del municipi nou Collonges-et-Premières. L'any 2007 tenia 91 habitants.

## Demografia

### Població
El 2007 la població de fet de Premières era de 91 persones. Hi havia 36 famílies, de les quals 8 eren unipersonals (4 homes vivint sols i 4 dones vivint soles), 12 parelles sense fills, 12 parelles amb fills i 4 famílies monoparentals amb fills.
La població ha evolucionat segons el següent gràfic:
Habitants censats

### Habitatges
El 2007 hi havia 47 habitatges, 38 eren l'habitatge principal de la família, 3 eren segones residències i 6 estaven desocupats. 46 eren cases i 1 era un apartament. Dels 38 habitatges principals, 31 estaven ocupats pels seus propietaris, 6 estaven llogats i ocupats pels llogaters i 1 estava cedit a títol gratuït; 1 tenia dues cambres, 3 en tenien tres, 17 en tenien quatre i 17 en tenien cinc o més. 35 habitatges disposaven pel capbaix d'una plaça de pàrquing. A 17 habitatges hi havia un automòbil i a 19 n'hi havia dos o més.

### Piràmide de població
La piràmide de població per edats i sexe el 2009 era:
| Homes | Edats   | Dones |
| ----- | ------- | ----- |
| 0     | 95 o +  | 0     |
| 0     | 90 a 94 | 0     |
| 0     | 85 a 89 | 4     |
| 0     | 80 a 84 | 0     |
| 4     | 75 a 79 | 0     |
| 0     | 70 a 74 | 0     |
| 4     | 65 a 69 | 8     |
| 0     | 60 a 64 | 4     |
| 12    | 55 a 59 | 4     |
| 0     | 50 a 54 | 4     |
| 0     | 45 a 49 | 4     |
| 4     | 40 a 44 | 4     |
| 12    | 35 a 39 | 4     |
| 0     | 30 a 34 | 8     |
| 20    | 25 a 29 | 0     |
| 4     | 20 a 24 | 4     |
| 4     | 15 a 19 | 4     |
| 8     | 10 a 14 | 8     |
| 8     | 5 a 9   | 0     |
| 4     | 0 a 4   | 0     |

## Economia
El 2007 la població en edat de treballar era de 64 persones, 42 eren actives i 22 eren inactives. De les 42 persones actives 37 estaven ocupades (22 homes i 15 dones) i 5 estaven aturades (1 home i 4 dones). De les 22 persones inactives 10 estaven jubilades, 5 estaven estudiant i 7 estaven classificades com a «altres inactius».
Activitats econòmiques
L'únic establiment que hi havia el 2007 era d'una empresa de serveis.

## Poblacions més properes
El següent diagrama mostra les poblacions més properes.